# Kellie Wells
Kellie Wells (Richmond, 16 juli 1982) is een Amerikaanse atlete, die gespecialiseerd is in het hordelopen. Zij nam eenmaal deel aan de Olympische Spelen en veroverde bij die gelegenheid een bronzen medaille.

## Carrière
Op de wereldkampioenschappen van 2011 in Daegu, haar eerste grote internationale toernooi, behaalde Wells de finale van de 100 m horden, maar wist daarin niet te finishen, nadat ze struikelde over de zesde horde.
Een jaar later deed zij het op de Olympische Spelen in Londen beter. Ze veroverde daar op haar specialiteit het brons in 12,48, achter Sally Pearson (goud; 12,35) en Dawn Harper (zilver; 12,37).
In haar carrière wist Wells twee wedstrijden in het kader van de IAAF Diamond League te winnen.
Ze zat op de James River Highschool (2002) en de Hampton University (2006).

## Titels
- Amerikaans kampioene 100 m horden - 2011
- Amerikaans indoorkampioene 60 m horden - 2011

## Persoonlijke records
Outdoor
| Onderdeel    | Prestatie        | Datum            | Plaats     |
| ------------ | ---------------- | ---------------- | ---------- |
| 100 m        | 11,58 (+1,1 m/s) | 26 augustus 2012 | Birmingham |
| 100 m horden | 12,48 (-0,2 m/s) | 7 augustus 2012  | Londen     |

Indoor
| Onderdeel   | Prestatie | Datum            | Plaats      |
| ----------- | --------- | ---------------- | ----------- |
| 60 m        | 7,33      | 17 februari 2006 | Landover    |
| 50 m horden | 6,84      | 28 januari 2012  | New York    |
| 60 m horden | 7,79      | 27 februari 2011 | Albuquerque |

## Palmares

### 60 m horden
Kampioenschappen
- 2011:  Amerikaanse indoorkamp. - 7,79 s

### 100 m horden
Kampioenschappen
- 2011:  Amerikaanse kamp. - 12,50 s
- 2011: DNF WK - (in serie 12,73 s)
- 2012:  OS - 12,48 s
- 2013:  Flame Games te Amsterdam - 12,70 s

Diamond League dagzeges
- 2011: Qatar Athletic Super Grand Prix - 12,58
- 2012: London Grand Prix - 12,57